# Acrobasis obliqua
Phycide oblique
Espèce
Acrobasis obliqua, la Phycide oblique, est une espèce de papillons de la famille des Pyralidae.

## Description
Il n'y a pas de dimorphisme sexuel évident chez cette espèce, extérieurement les deux sexes sont semblables hormis la présence d'une dent saillante sur le scape antennaire du mâle. L'envergure varie de 17 à 24 mm, l'aile antérieure est assez ample et d'un gris nuancé de roux avec deux lignes transversales noires dont l'antémédiane est bordée d'écailles noires faisant saillie. L'aile postérieure est gris clair et les palpes labiaux sont épais.

## Biologie
Les plantes hôtes de la chenille sont des cistes : Ciste cotonneux, Ciste de Montpellier, Ciste à feuilles de sauge, Ciste à gomme et Ciste à feuilles de laurier. La chenille se développe dans les fruits de ces arbustes, on retrouve donc cette espèce dans les garrigues et maquis, l'adulte vole de mars à août et est assez commun.

## Répartition
Europe méridionale, Maroc, Algérie, Canaries, Proche-Orient, atteint le Caucase à l'est. En France elle remonte le long du littoral atlantique et dans l'Ain, elle est également présente en Corse.

## Liste des sous-espèces
Selon GBIF (2 août 2025) :
- Acrobasis obliqua clusinella Zeller, 1848
- Acrobasis obliqua malombra Roesler, 1988
- Acrobasis obliqua obliqua Zeller, 1847

## Dénomination
Ce taxon porte en français le nom vernaculaire ou normalisé suivant : Phycide oblique.

## Systématique
Le nom valide complet (avec auteur) de ce taxon est Acrobasis obliqua Zeller, 1847.
L'espèce a été initialement classée dans le genre Myelois sous le protonyme Myelois obliqua Zeller, 1847.
Acrobasis obliqua a pour synonymes :
- Acrobasis cinerascens Turati, 1927
- Acrobasis cistella Millière, 1859
- Acrobasis clusinella Zeller, 1848
- Acrobasis youngi Rothschild, 1925
- Myelois obliqua Zeller, 1847
- Phycis cistella Millière, 1859